# Chris Huizinga
Chris Huizinga (Groningen, 11 augustus 1997) is een Nederlands langebaanschaatser. Zijn specialisatie ligt op de middellange afstanden (1500 en 5000 meter). Sinds 2017 rijdt Huizinga voor Team Essent.

## Persoonlijke records[4]
| Afstand      | Tijd     | Datum            | Baan       |
| ------------ | -------- | ---------------- | ---------- |
| 500 meter    | 37,00    | 27 december 2022 | Heerenveen |
| 1000 meter   | 1.11,59  | 15 januari 2022  | Heerenveen |
| 1500 meter   | 1.44,60  | 7 februari 2020  | Calgary    |
| 3000 meter   | 3.40,87  | 22 december 2023 | Heerenveen |
| 5000 meter   | 6.06,72  | 8 november 2024  | Heerenveen |
| 10.000 meter | 12.39,87 | 29 december 2024 | Heerenveen |

(laatst bijgewerkt: 29 december 2024)

## Resultaten
| Jaar | NK Afstanden                                 | NK Allround         | WK Afstanden                         | WK Allround             | EK Allround       | WK Junioren                                                                 |
| ---- | -------------------------------------------- | ------------------- | ------------------------------------ | ----------------------- | ----------------- | --------------------------------------------------------------------------- |
| 2016 |                                              |                     |                                      |                         |                   | 13e 1500m · 5000m · 7e massastart · 4e achtervolging                        |
| 2017 | 14e 1500m 15e massastart                     | 7e                  |                                      |                         |                   | 31e 500m · 5e 1000m · 1500m · 5000m · allround · massastart · achtervolging |
| 2018 | 9e 1500m 14e 5000m                           | 4e                  |                                      |                         |                   |                                                                             |
| 2019 | 9e 1500m 12e 5000m 9e 10.000m 22e massastart | Brons               | 13e massastart                       |                         |                   |                                                                             |
| 2020 | 5e 1500m 9e 5000m 9e 10.000m 20e massastart  | 4e                  |                                      |                         |                   |                                                                             |
| 2021 | 8e 1500m 11e 5000m 9e 10.000m                | 4e                  |                                      |                         |                   |                                                                             |
| 2022 | 1500m · 11e 5000m · 10e massastart           | 4e (8e, 4e, 6e, 5e) |                                      | NC13 (15e, 15e, 14e, -) |                   |                                                                             |
| 2023 | 6e 1500m 8e 5000m 8e 10000m 5e massastart    | 6e (4e, 6e, 5e, 6e) |                                      |                         |                   |                                                                             |
| 2024 | 12e 1500m · 5000m · 5e 10000m                | · (7e, , )          | 7e 5000m 5e achtervolging            | NC15 (19e, 9e, 17e, -)  |                   |                                                                             |
| 2025 | 5000m · 10000m                               | · (14e, , 5e, )     | 8e 5000m · 9e 10000m · achtervolging |                         | DQ · (DQ, , -, -) |                                                                             |

Team Essent
Angel Daleman · Sijmen Egberts · Jarle Gerrits · Isabel Grevelt · Freek van der Ham · Sanne in 't Hof · Chloé Hoogendoorn · Chris Huizinga · Kars Jansman · Selma Poutsma · Merijn Scheperkamp · Suzanne Schulting · Tijmen Snel · Beau Snellink · Remco Stam · Meike Veen · Mathias Vosté · Joep Wennemars
Coaches: Sicco Janmaat · Ben Jongejan · Jac Orie · Dave Versteeg